# Alt Àneu
Alt Àneu är en kommun i Spanien.   Den ligger i provinsen Província de Lleida och regionen Katalonien, i den nordöstra delen av landet, 500 km nordost om huvudstaden Madrid. Antalet invånare är 439. Arean är 218 kvadratkilometer. Alt Àneu gränsar till Espot, La Guingueta d'Àneu, Naut Aran, Esterri d'Àneu, Couflens, Seix och Les Bordes-sur-Lez. 
Terrängen i Alt Àneu är huvudsakligen bergig, men åt nordväst är den kuperad.
Alt Àneu delas in i:
- Isil i Alós
- Sorpe